# 安斯利 (內布拉斯加州)
安斯利（英語：Ansley）是位於美國內布拉斯加州卡斯特縣的村。

## 人口
根據2020年美國人口普查的數據，安斯利的面積為1.86平方千米，皆為陸地。當地共有人口459人，而人口密度為每平方千米247人。